# Archibald Alexander
Archibald Alexander (17 avril 1772 - 22 octobre 1851) est un pasteur et théologien presbytérien américain, professeur au Princeton Theological Seminary, dont il fut le premier professeur et le principal pendant 39 ans, de 1812 à 1851.

## Biographie

### Enfance et formation

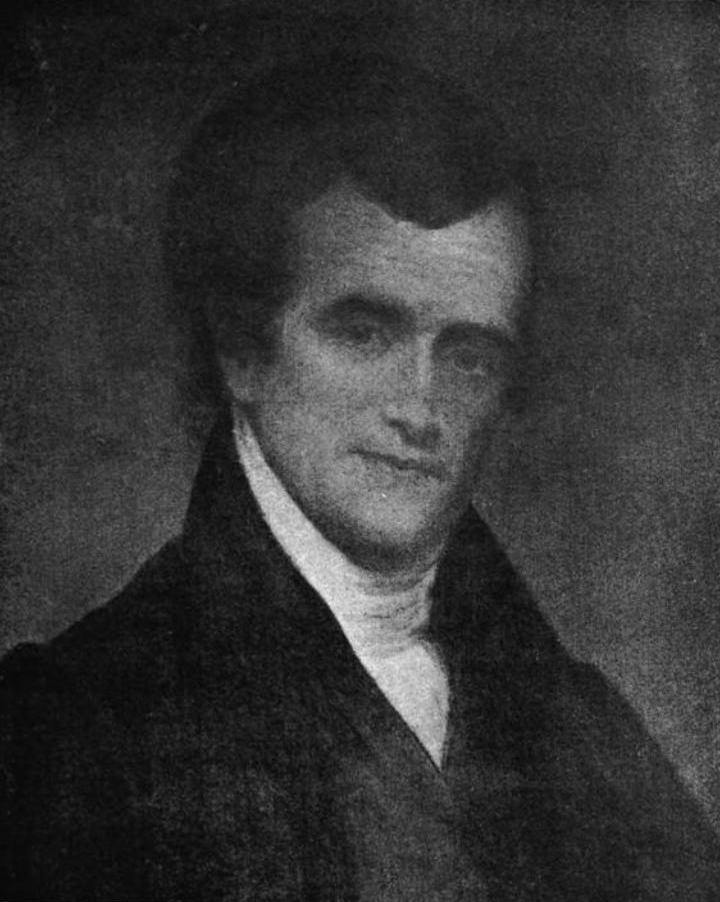
Archibald Alexander.

Archibald Alexander est né à South River, dans le comté de Rockbridge en Virginie. 
Le grand-père d'Archibald Alexander était un Irlandais d'origine écossaise arrivé en Pennsylvanie en 1736, et établi deux ans plus tard en Virginie.  William Alexander, le père d'Archibald, était fermier et marchand.  Il avait pour neveu le romancier américain William Alexander Caruthers (en) (1802–1846).
À 10 ans, le jeune Archibald fut envoyé à l'école fondée par le pasteur presbytérien William Graham (1745–1799) à Lexington en Virginie ; cette école s'est développée depuis pour devenir l'université Washington and Lee University. William Graham avait lui-même été formé par John Witherspoon. 
Archibald Alexander devint à dix-sept ans précepteur dans la famille du général John Posey, de The Wilderness, à vingt kilomètres à l'ouest de Fredericksburg, toujours en Virginie, mais après quelques mois, il reprend ses études avec son ancien professeur. C'est à cette époque que le Grand Réveil l'influença et le fit se tourner vers la théologie.

### Carrière
Diplômé le 1er octobre 1791, il fut consacré pasteur par le consistoire du Comté de Hanover en Virginie à Hanover le 9 juin 1794, et pendant sept ans pasteur itinérant dans les comtés virginiens de Charlotte et de Prince Edward.
De 1797 à 1806, Archibald Alexander a présidé le collège presbytérien pour garçons de Hampden–Sydney College (en). Il fut ensuite appelé comme pasteur par la 3e église presbytérienne de  Philadelphie (Third Presbyterian Church ou Pine Street Presbyterian Church de Philadelphie). 
En 1812, le Princeton Theological Seminary fut créé à Princeton, dans le New Jersey et A. Alexander fut retenu comme son premier professeur, et installé dans cette fonction le 12 août 1812. En 1824, avec les pasteurs Robert Baird et Charles Hodge, il participa à la fondation de la société Chi Phi (en), « une association créée pour promouvoir la circulation d'opinions correctes sur la religion, la morale, l'éducation et l'exclusion de la théologie sectaire et de la politique des partis ».  
En 1813, le pasteur et théologien Samuel Miller fut nommé comme second professeur du séminaire et il fit équipe avec Archibald Alexander pendant 37 ans pour défendre et enseigner la théologie réformée au sein de l’Église presbytérienne américaine. Charles Hodge, étudiant puis successeur d'Archibald Alexander, donna à son fils le nom d'Archibald Alexander Hodge.
La Société d'Histoire presbytérienne (Presbyterian Historical Society (en)) de Philadelphie conserve les archives personnelles d'Archibald Alexander pour la période de 1819 à 1851, ce qui inclut ses lettres, ses manuscrits d'articles ou d'autres publications et ses notes de lecture.
Archibald Alexander décéda le 22 octobre 1851.

### Famille
Le 5 avril 1802, A. Alexander a épousé Janetta Waddel, fille du pasteur presbytérien aveugle James Waddel (1739–1805), dont l'éloquence exceptionnelle est évoquée dans le livre de William Wirt,  Letters of a British Spy ("Lettres d'un espion anglais", 1803). Ils eurent une fille et six fils, dont trois furent reconnus dans leur domaine :
- James Waddel Alexander (1804–1859), diplômé de Princeton et pasteur presbytérien. Il écrivit une biographie de son père et publia ses œuvres posthumes.
- William Cowper Alexander (en) (1806–1874), qui fut président du Sénat du New Jersey et le premier président de la société d'assuranceThe Equitable Life Assurance Society (en) (absorbée par AXA en 1991).
- Joseph Addison Alexander (1809–1860), professeur en sciences bibliques.

Son petit-fils, William C. Alexander (1848-1937), fut l'un des dirigeants de the Equitable Life Assurance Society, également écrivain et fondateur de la fraternité Pi Kappa Alpha (en). Son arrière-petit-fils, James Waddell Alexander II (1888–1971), est un mathématicien américain de l'entre-deux-guerres, membre de l'influente école de Princeton en topologie.

## Œuvres
Les capacités d'orateur comme d'écrivain d'Archibald Alexander ont fait qu'il a laissé de très nombreux traités, sermons et articles, parus notamment dans la Princeton Review. Son érudition trouvait là sa meilleure expression alliée à un style simple et énergique. 

### Livres
C'est seulement dans sa cinquante-deuxième année qu'il publie son premier livre, suivi de quelques autres :
- Outlines of the Evidences of Christianity (1823), traduit en plusieurs langues et utilisé comme manuel scolaire dans les collèges universtiaires, réimprimé à Londres en 1828 et de nouveau en 1833, accompagnée de notes introductives du Révérend John Morison.
- Treatise on the Canon of the Old and New Testaments (Traité sur le canon de l'Ancien et du Nouveau Testament, 1826),
- Lives of the Patriarchs (La vie des Patriarches, 1835),
- Essays on Religious Experiences (Essais sur les expériences religieuses, 1840),
- History of African Colonization (Histoire de la colonisation de l'Afrique, 1846),
- History of the Log College (Histoire du Log College, 1846),
- History of the Israelitish Nation (Histoire du peuple israélite, 1852).

Il a laissé plusieurs œuvres manuscrites, dont :
- Outlines of Moral Science,
- Duties and Consolations of the Christian (Devoirs et consolations du chrétien),
- Patriarchal Theology (la théologie patriarcale),
- History of the Presbyterian Church in Virginia (Histoire de l'Église presbytérienne en Virginie),
- Biographical Sketches of Distinguished American Clergymen and Alumni of the College of New Jersey (Esquisses biographiques des membres éminents du clergé américain et des anciens du Collège du New Jersey),
- Church Polity and Discipline (Règle et discipline de l'Église).

### Sermons
Les sermons suivants sont accessibles en ligne :
- (en) Archibald Alexander, « The Nature and Means of Growth in Grace », National Preacher, New-York, vol. III, no 8,‎ 1829, p. 113–121 (lire en ligne, consulté le 27 mars 2013)

- (en) Archibald Alexander, « Means of Growth in Grace », National Preacher, New-York, vol. III, no 8,‎ 1829, p. 121–128 (lire en ligne, consulté le 27 mars 2013)

## Hommages
Le théologien Archibald Alexander Hodge a été baptisé ainsi en l'honneur d'Archibald Alexander par Charles Hodge, disciple d'Archibald Alexander. De même, le pasteur William E. Schenck, qui est le dernier à avoir rendu visite à Archibald Alexander sur son lit de mort, baptise son fils Archibald Alexander Schenck.